# ناحیه حریر
ناحیه حریر (به عربی: حریر) یک شهرک در عراق است که در شقلاوه واقع شده‌است.